# Longichneumon tricolor
Longichneumon tricolor là một loài tò vò trong họ Ichneumonidae.